# Kuivajõe
Kuivajõe este o arie protejată (arie specială de conservare — SAC, sit de importanță comunitară — SCI) din Estonia întinsă pe o suprafață de 1,1 ha, integral pe uscat.

## Localizare
Centrul sitului Kuivajõe este situat la coordonatele 59°12′15″N 25°05′41″E / 59.2042°N 25.0946°E.

## Înființare
Situl Kuivajõe a fost declarat sit de importanță comunitară în aprilie 2004 pentru a proteja 1 specie de animale. Situl a fost protejat și ca arie specială de conservare în iulie 2014.

## Biodiversitate
Situată în ecoregiunea boreală, aria protejată conține 2 habitate naturale: Cursuri de apă de la nivel de câmpie la nivel montan, cu vegetație Ranunculion fluitantis și Callitricho-Batrachion, Izvoare petrifiante cu formare de travertin (Cratoneurion).
La baza desemnării sitului se află o specie protejată de  pești: zglăvoacă (Cottus gobio).